# Gmina Lekas
Gmina Lekas (alb. Komuna Lekas) – gmina położona we wschodniej części Albanii. Administracyjnie należy do okręgu Korcza w obwodzie Korcza. W 2011 roku populacja gminy wynosiła 392 osób, 194 kobiet oraz 198 mężczyzn, z czego Albańczycy stanowili 98,21% mieszkańców. 
W skład gminy wchodzi dwanaście miejscowości: Gjonbabas, Marjan, Lekas, Mazrekë, Popinovë, Brozdvec, Tudas, Shkozanj, Gurmujas, Gjergjevicë, Xerje-Denas, Lavdar-Karkanjoz.